# Szczeciny rostralne
Szczeciny rostralne (ang. rostral setae) – szczecinki na przodzie ciała niektórych roztoczy.
U roztoczy właściwych szczecinki te są położone najbardziej przednio na prodorsum. Zwykle są parzyste, ale u Nematalycoidea występuje tylko pojedyncza szczecinka rostralna. U Endeostigmata i Prostigmata często położone są na naso.
W systemie rostralno-lamellarnym, bazującym na systemie Grandjean, szczecinki te oznaczane są ro. W systemie wertykalno-skapularnym szczecinki te oznaczane są natomiast vi lub vl.